# Las Rosas (México)
Las Rosas é um município do estado do Chiapas, no México. A população do município calculada no censo 2005 era de 24.969 habitantes.